# تری‌اکسید زنون
تری‌اکسیدِ زنون  (به انگلیسی: Xenon trioxide) با فرمول شیمیایی XeO۳ یک ترکیب شیمیایی است. که جرم مولی آن ۱۷۹٫۲۸۸ g/mol می‌باشد. شکل ظاهری این ترکیب، بلورهای دستگاه بلوری چهارگوشه آبی و خاکستری است.این مولکول شکل هرمی دارد.
مولکول این ترکیب درمیدان الکتریکی جهت‌گیری می‌کند(قطبی می‌باشد).